# 德拉古盧伊鄉
44°13′N 26°18′E / 44.217°N 26.300°E
德拉古盧伊鄉（羅馬尼亞語：Valea Dragului, Giurgiu），是羅馬尼亞的鄉份，位於該國南部，由久爾久縣負責管轄，面積33平方公里，海拔高度47米，2007年人口2,999，人口密度每平方公里91人。